# Samuel Alito
Samuel Anthony Alito Jr. (* 1. dubna 1950 Trenton, New Jersey, USA) je americký právník, soudce Nejvyššího soudu Spojených států. 
Do funkce ho jmenoval prezident George W. Bush 31. října 2005 a ve funkci je od 31. ledna 2006.

## Život
Vyrůstal v New Jersey a vzdělání získal na Princetonské Univerzitě a na právnické fakultě Yaleovy Univerzity. Před tím, než se stal soudcem Nejvyššího soudu Spojených států, byl federálním státním zástupcem pro distrikt New Jersey a soudcem Odvolacího soudu Spojených států pro Třetí okruh. Je 110. soudcem Nejvyššího soudu, teprve druhým italského původu, a jedenáctým katolického vyznání.
Je považován za jednoho z nejkonzervativnějších soudců Nejvyššího soudu. Sám sebe popisuje jako praktického originalistu (originalismus v tomto kontextu znamená, že Ústava Spojených států by měla být vykládána tak, jak ji chápali v dobovém kontextu její autoři). Alitovy většinové názory v klíčových případech zahrnují McDonald v. Chicago, Burwell v. Hobby Lobby, Murphy v. NCAA, a Janus v. AFSCME.